# Thailand Masters (Badminton)
Die Thailand Masters sind die offenen internationalen Meisterschaften von Thailand im Badminton. Sie werden seit 2016 im Frühjahr in Bangkok ausgetragen. Die Thailand Masters sind neben den Thailand Open das zweite Turnier mit dem Status Grand Prix Gold in Thailand.

## Die Sieger
| Saison    | Herreneinzel       | Dameneinzel           | Herrendoppel                      | Damendoppel                                     | Mixed                                          |
| --------- | ------------------ | --------------------- | --------------------------------- | ----------------------------------------------- | ---------------------------------------------- |
| 2016      | Lee Hyun-il        | Ratchanok Intanon     | Mohammad Ahsan Hendra Setiawan    | Tian Qing Zhao Yunlei                           | Zheng Siwei Chen Qingchen                      |
| 2017      | Tommy Sugiarto     | Busanan Ongbumrungpan | Huang Kaixiang Wang Yilu          | Chen Qingchen Jia Yifan                         | Zhang Nan Li Yinhui                            |
| 2018      | Tommy Sugiarto     | Nitchaon Jindapol     | Tinn Isriyanet Kittisak Namdash   | Jongkolphan Kititharakul Rawinda Prajongjai     | Chan Peng Soon Goh Liu Ying                    |
| 2019      | Loh Kean Yew       | Fitriani              | Goh V Shem Tan Wee Kiong          | Puttita Supajirakul Sapsiree Taerattanachai     | Chan Peng Soon Goh Liu Ying                    |
| 2020      | Ng Ka Long         | Akane Yamaguchi       | Ong Yew Sin Teo Ee Yi             | Chen Qingchen Jia Yifan                         | Marcus Ellis Lauren Smith                      |
| 2021 2022 | nicht ausgetragen  | nicht ausgetragen     | nicht ausgetragen                 | nicht ausgetragen                               | nicht ausgetragen                              |
| 2023      | Lin Chun-yi        | Zhang Yiman           | Leo Rolly Carnando Daniel Marthin | Benyapa Aimsaard Nuntakarn Aimsaard             | Feng Yanzhe Huang Dongping                     |
| 2024      | Chou Tien-chen     | Aya Ohori             | He Jiting Ren Xiangyu             | Benyapa Aimsaard Nuntakarn Aimsaard             | Dechapol Puavaranukroh Sapsiree Taerattanachai |
| 2025      | Jason Teh Jia Heng | Pornpawee Chochuwong  | Jin Yong Seo Seung-jae            | Lanny Tria Mayasari Siti Fadia Silva Ramadhanti | Dechapol Puavaranukroh Supissara Paewsampran   |